# مالكولم وليامز
مالكولم وليامز (بالإنجليزية: Malcolm Williams)‏ هو ممثل أمريكي، ولد في 16 يوليو 1870 بسبرينغ فالي في الولايات المتحدة، وتوفي في 10 يونيو 1937 بنيويورك في الولايات المتحدة.

## وصلات خارجية
- مالكولم وليامز على موقع IMDb (الإنجليزية)
- مالكولم وليامز على موقع ألو سيني (الفرنسية)
- مالكولم وليامز على موقع قاعدة بيانات برودواي على الإنترنت (الإنجليزية)
- مالكولم وليامز على موقع كينوبويسك (الروسية)